# قبعة نوم
قبعة النوم هي قبعة قماشية ترتدى مع ملابس النوم مثل المنامة أو قميص النوم أو ثوب النوم.

## طالع المزيد
- قبعة فريجية
- قبعة محبوكة
- قلنسوة